# Xã Lincoln, Quận Morrow, Ohio
Xã Lincoln (tiếng Anh: Lincoln Township) là một xã thuộc quận Morrow, tiểu bang Ohio, Hoa Kỳ. Năm 2010, dân số của xã này là 2.063 người.